# خاویر مارتون
خاویر مارتون (انگلیسی: Javier Martón؛ زادهٔ ۶ مهٔ ۱۹۹۹) بازیکن فوتبال اهل اسپانیا است که در حال حاضر برای باشگاه فوتبال اتلتیک بیلبائو بازی می‌کند. 
از باشگاه‌هایی که در آن بازی کرده است می‌توان به باشگاه فوتبال رئال سوسیداد، باشگاه فوتبال رئال سوسیداد بی، باشگاه فوتبال میراندس و باشگاه فوتبال اتلتیک بیلبائو اشاره کرد.